# Саратовский научный центр РАН
Саратовский научный центр РАН (ФИЦ СНЦ РАН) является структурным звеном Российской академии наук. Правовой статус ФИЦ СНЦ РАН – некоммерческая организация в форме федерального государственного бюджетного учреждения науки. Целью деятельности ФИЦ СНЦ РАН является внедрение достижений науки и передового опыта, направленных на получение и применение новых знаний в области комплекса физико-технических проблем энергетики, физики, механики, математики, биологии, экономики, социологии и АПК, способствующих его технологическому, экономическому и социальному развитию.

## История
Саратовский научный центр Академии наук СССР организован в 1988 г. В 2004 г. реорганизован путем присоединения к нему Отдела энергетики Поволжья. В 2007 г. переименован в Учреждение Российской академии наук Саратовский научный центр РАН, 2011 г. – Федеральное государственное бюджетное учреждение науки Саратовский научный центр Российской академии наук. В 2018 г. реорганизован в форме присоединения к нему Института проблем точной механики и управления РАН, Института биохимии и физиологии растений и микроорганизмов РАН, Института аграрных проблем РАН, Поволжского научно-исследовательского института экономики и организации агропромышленного комплекса с последующим переименованием в Федеральное государственное бюджетное учреждение науки Федеральный исследовательский центр «Саратовский научный центр Российской академии наук».
Председателем Саратовского научного центра РАН с 1988 по 2017 гг. являлся член Президиума Российской академии наук академик РАН Юрий Васильевич Гуляев. С 2018 по 2021 гг. руководителем СНЦ РАН был доктор технических наук, профессор Вадим Алексеевич Кушников. С 16 ноября 2021 г. директором ФИЦ СНЦ РАН назначен В.А. Кушников.

## Состав
В состав ФИЦ СНЦ РАН входят обособленные структурные подразделения:
- Институт проблем точной механики и управления (ИПТМУ РАН), руководитель – кандидат технических наук Андрей Александрович Костерев
- Институт биохимии и физиологии растений и микроорганизмов (ИБФРМ РАН), руководитель – доктор биологических наук, профессор Лариса Юрьевна Матора
- Институт аграрных проблем (ИАгП РАН), руководитель – кандидат экономических наук Вячеслав Геннадьевич Коростелев
- Поволжский научно-исследовательский институт экономики и организации агропромышленного комплекса (ПНИИЭО АПК), руководитель – кандидат экономических наук Дмитрий Валерьевич Сердобинцев

Обособленные структурные подразделения ФИЦ СНЦ РАН имеют большой опыт проведения совместной научной и научно-образовательной деятельности с российскими и зарубежными партнерами.
В обособленных структурных подразделениях ФИЦ СНЦ РАН работают члены Российской академии наук:
- академик РАН Анна Антоновна Анфиногентова
- член-корреспондент РАН Евгений Феофанович Заворотин
- член-корреспондент РАН Валерий Викторович Тучин

## Виды деятельности
Научные подразделения ФИЦ СНЦ РАН осуществляют следующие основные виды деятельности:
- выполняют фундаментальные, поисковые, прикладные научные исследования по утвержденным в установленном порядке научным направлениям;
- принимают участие в федеральных и региональных научных программах и проектах, научно-технических экспертизах, разработке научных прогнозов;
- проводят научные исследования по проектам, получившим финансовую поддержку государственных научных фондов Российской Федерации, других государственных и негосударственных фондов, фондов международных и иностранных организаций;
- создают научные музеи, коллекции и обеспечивают их сохранность;
- занимаются подготовкой кадров высшей квалификации в аспирантуре;
- организуют и проводят научные мероприятия (семинары, симпозиумы, конгрессы, конференции), выставки, конкурсы, в том числе международные, используют другие формы распространения знаний и информации.

## Адрес
410028, г. Саратов, ул. Рабочая, д. 24.